# Vieux Fort
Vieux Fort är en kvartershuvudort i Saint Lucia. Den ligger i kvarteret Vieux-Fort, i den södra delen av landet. Vieux Fort ligger 76 meter över havet och antalet invånare är 4 574.
Terrängen runt Vieux Fort är varierad. Vieux Fort är det största samhället i trakten. 